# 1986 ED
1986 ED är en asteroid i huvudbältet som upptäcktes den 7 mars 1986 av de japanska astronomerna Masaru Inoue, Takeshi Urata och Osamu Muramatsu vid Yatsugatake-Kobuchizawa-observatoriet.
Asteroiden har en diameter på ungefär 7 kilometer.